# Kyotaro Yamakoshi
Kyotaro Yamakoshi (山越 享太郎 Yamakoshi Kyotaro?), född 18 mars 1991 i Tochigi prefektur, är en japansk fotbollsspelare.
Yamakoshi började sin karriär 2012 i Kawasaki Frontale. Han spelade 17 ligamatcher för klubben. 2016 flyttade han till Tochigi SC. Han avslutade karriären 2016.